# Кристиана Елизабет фон Сайн-Витгенщайн-Хомбург
Кристиана/Кристина Елизабет фон Сайн-Витгенщайн-Хомбург (на немски: von Sayn-Wittgenstein-Homburg; * 27 август 1643, замък Хомбург, Нюмбрехт; † 19 април 1678, Вайлбург) от род Сайн-Витгенщайн е графиня от Сайн-Витгенщайн-Хомбург и чрез женитба графиня на Насау-Вайлбург. През 1675 – 1678 г. тя е регентка на Насау-Вайлбург.

## Произход
Тя е дъщеря на граф Ернст фон Сайн-Витгенщайн-Хомбург (1599 – 1649) и втората му съпруга графиня Кристина фон Валдек-Вилдунген (1614 – 1679), дъщеря на граф Кристиан фон Валдек-Вилдунген (1585 – 1637) и графиня Елизабет фон Насау-Зиген (1584 – 1661).

## Фамилия
Кристиана Елизабет фон Сайн-Витгенщайн-Хомбург се омъжва на 26 май 1663 г. в замък Хомбург за граф Фридрих фон Насау-Вайлбург (* 26 април 1640; † 8 септември 1675), син на граф Ернст Казимир фон Насау-Вайлбург (1607 – 1655) и графиня Анна Мария фон Сайн-Витгенщайн-Хахенбург (1610 – 1656). Той умира от падане от кон през 1675 г. Те имат три деца:
- Йохан Ернст (* 13 юни 1664; † 27 февруари 1719), княз на Насау-Вайлбург (1675 – 1719), императорски генерал-фелдмаршал, ∞ на 23 март 1683 г. в Хомбург за графиня Мария Поликсена фон Лайнинген-Дагсбург-Харденбург (1662 – 1725)
- Фридрих Лудвиг (* 21 август 1665; † 14 август 1684), граф на Насау-Вайлбург, убит при обсадата на Офен, Будапеща
- Мария Кристиана (* 6 ноември 1666, Вайлбург; † 18 декември 1734, Вайлбург)